# Venezolana
En todos los sentidos
Venezolana (Code OACI : VNE) est une compagnie aérienne low-cost du Venezuela basée à l'aéroport international Simon Bolivar.

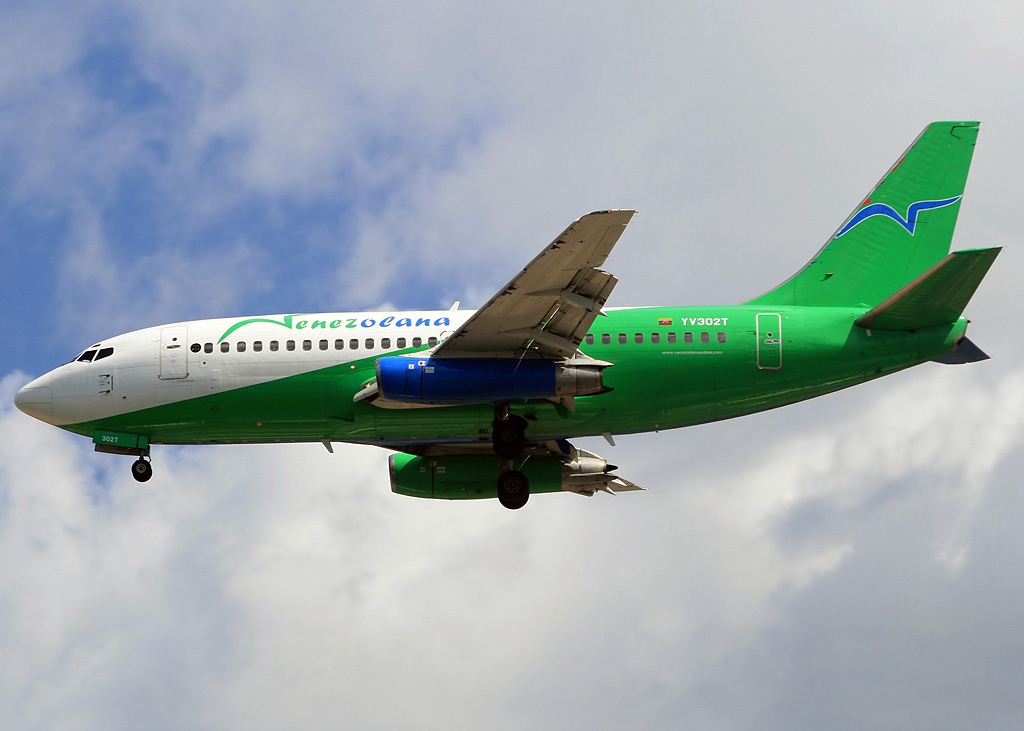
Un Boeing 737-200 de Venezolana

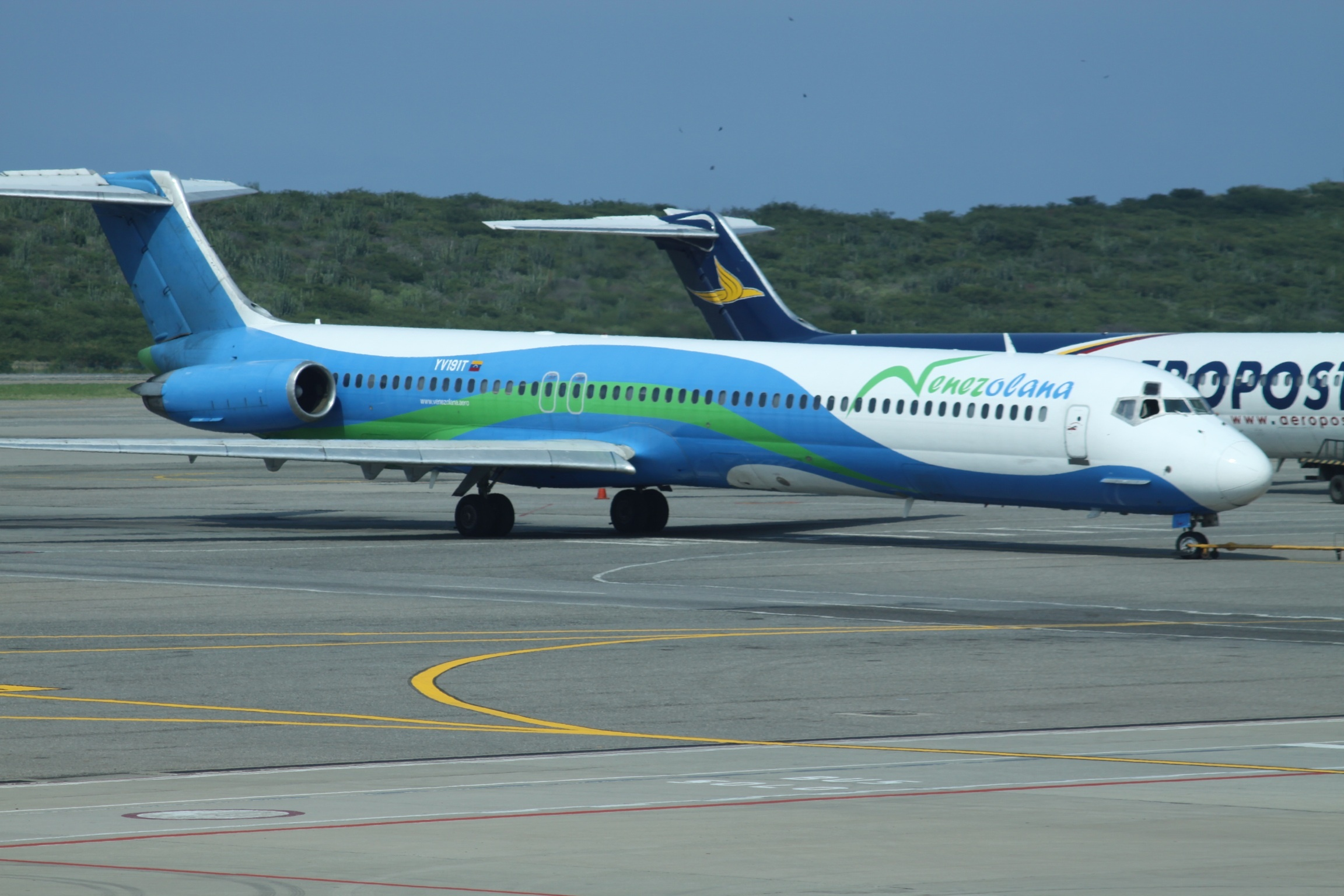
McDonnell Douglas MD-83 de Venezolana

## Flotte
Voici un tableau récapitulant la flotte de Venezolana (en octobre 2020) :
La compagnie a également exploité des British Aerospace Jetstream 41.